# Sépultures vikings de Ridgeway
Les sépultures vikings de Ridgeway sont une fosse commune contenant 54 squelettes (mais seulement 51 crânes) découverte à Ridgeway Hill, près de Weymouth dans le Dorset, dans le Sud-Ouest de l'Angleterre.
Les défunts sont des hommes originaires de Scandinavie et ils ont été tués entre 950 et 1025. Il s'agirait de Vikings exécutés par des Anglo-Saxons habitant la région. Les squelettes démembrés ont été découverts par des archéologues en juin 2009. Leur identité et leur âge approximatif ont ensuite été confirmés par des analyses médico-légales.
Bien que les circonstances exactes de leur mort soient inconnues, l'événement s'est produit lors des conflits entre les indigènes anglo-saxons et les Vikings qui ont dévasté le pays, c'est pourquoi il a été suggéré que les Vikings avaient été capturés lors d'une tentative de raid sur le territoire anglais. Il est également possible que le « massacre d'Oxford » n'ait pas été un incident isolé, mais ait pu faire partie d'un ordre royal général visant à éradiquer les Vikings qui pourrait correspondre au massacre de la Saint-Brice de 1002.

## Mise au jour du site
En septembre 2008, des archéologues du service indépendant Oxford Archaeology (en) commencent a prospecter sur le tracé de la future route A354 (en), un projet de 87 millions de livres visant à améliorer la desserte routière de la ville de Weymouth et de l'île de Portland en prévision des épreuves de voile des Jeux olympiques d'été de 2012. Ce projet est controversé, car la route doit traverser une Area of Outstanding Natural Beauty, zone naturelle exceptionnelle protégée par la loi pour son patrimoine historique et écologique unique. Les fouilles archéologiques menées à cette occasion couvrent une superficie d'environ 50 000 m2 et comptent parmi les plus importantes menées dans le Dorset depuis un certain temps.
Sur la colline de Ridgeway Hill, à 8 km au nord de Weymouth, les archéologues découvrent une fosse contenant 54 squelettes démembrés et 51 crânes. L'inhumation des corps s'est faite sans méthode, mais les têtes coupées sont empilées à part sur le côté. La fosse se trouve dans une carrière désaffectée de l'époque romaine, réutilisée par les auteurs du massacre par souci de commodité plutôt que spécialement creusée à cet effet. Elle est située en hauteur, non loin de ce qui constituait une grande route et une limite de paroisse à l'époque anglo-saxonne, caractéristiques typiques des sites choisis pour accomplir des exécutions publiques. Les archéologues sont en mesure de fouiller en profondeur la fosse pendant trois mois sans ralentir la construction de la route A354, car le site se trouve juste à l'extérieur de la zone de travaux.

## Identification et caractéristiques des victimes
Les 54 défunts sont tous de sexe masculin et pour la plupart âgés de moins de 25 ans, à l'exception d'une poignée d'individus plus âgés allant jusqu'à la cinquantaine. Les premières estimations suggèrent qu'ils sont morts au moment de la conquête romaine de la Grande-Bretagne, vers 43 après J. C., mais la datation par le carbone 14 des restes révèle qu'ils datent d'une période comprise entre 970 et 1025 après J. C. Une analyse des dents de dix squelettes par le NERC Isotope Geosciences Laboratory, un laboratoire du British Geological Survey indique que ces individus sont tous issus de Scandinavie et l'un d'eux vient d'au-delà du cercle arctique. Leur régime alimentaire est riche en protéines et similaire à celui de défunts trouvés en Suède.
Leur alimentation, reconstituée à partir de l'analyse chimique des squelettes, suggère qu'ils ont voyagé dans toute l'Europe du Nord. Les caractéristiques physiques de ces hommes sont également très similaires à celles des populations scandinaves de l'époque et suggère que certains d'entre eux étaient des guerriers. L'un d'eux présente des rainures dans ses incisives supérieures, une caractéristique observée dans des tombes scandinaves qui reflète peut-être un statut de guerrier. Cependant, tous les défunts n'étaient pas en bonne santé : l'un d'eux souffrait d'une blessure suppurante à la jambe depuis l'enfance qui l'aurait considérablement ralenti. Un autre avait la jambe droite déformée à la suite d'une fracture du fémur.

## Caractéristiques de ces exécutions
Les défunts sont tous morts en même temps. Ils ont été tués avec une arme tranchante de grande taille, sans doute une épée ou une hache. Plusieurs ont reçu de multiples coups aux vertèbres, aux mâchoires et au crâne, ce qui suggère que leur exécution ne s'est pas faite sans mal. L'un d'eux a même les mains tailladées, peut-être parce qu'il a essayé d'empoigner l'arme qui allait s'abattre sur lui. En tout, les squelettes présentent 188 blessures bien marquées, soit une moyenne de quatre par individu, ce qui semble indiquer qu'ils ont été violentés avant d'être tués ; l'un d'eux a même été scalpé. Il se peut que d'autres blessures indétectables sur les squelettes aient été infligées. L'absence de blessures de combat montre qu'il s'agit très probablement de captifs. À en juger par l'absence de restes de vêtements ou d'autres biens, ils étaient probablement nus lorsqu'ils ont été jetés dans la fosse. Les trois crânes manquants suggèrent que certaines têtes, peut-être celles des individus de plus haut rang, ont été conservées comme reliques ou plantées sur des pieux,,.